# José Manuel Sempere
José Manuel Sempere Macià (* 15. Februar 1958 in Elche, Spanien) ist ein ehemaliger spanischer Fußballspieler.

## Karriere
Sempere spielte während seiner gesamten Laufbahn ausschließlich für den FC Valencia.
In der Spielzeit 1980/81 hütete er mit 22 Jahren unter Trainer Alfredo Di Stéfano erstmals das Valencia-Tor und absolvierte bis zum Saisonende insgesamt 31 Ligaspiele. Bereits in seinem ersten Profijahr gewann er den UEFA Super Cup. Fortan war Sempere nicht mehr aus der Valencia-Stammelf wegzudenken und sammelte mit Einsätzen im Europapokal der Pokalsieger sowie im UEFA-Pokal erste Europacup-Erfahrungen.
In der Saison 1985/86 stieg Sempere mit dem hoch verschuldeten Verein ab. Trotzdem lehnte der Spanier einen Wechsel ab und nahm stattdessen den sofortigen Wiederaufstieg in Angriff. Obwohl dieser gelang, musste Sempere den Stammplatz im Tor fortan mit Antonio García Pérez teilen und mit der Verpflichtung von José Manuel Ochotorena in der Saison 1988/89 letztlich gänzlich abgeben. Auf diese Weise kam er in den folgenden drei Jahren nur noch zu zehn Einsätzen in der Primera División.
In der Saison 1991/92 erkämpfte sich Sempere seinen Stammplatz schließlich zurück und spielte mit dem Verein nochmals im UEFA-Pokal. Als die Klubführung im Jahr 1994 die Torhüterlegende Andoni Zubizarreta unter Vertrag nahm, musste Sempere jedoch abermals auf der Bank Platz nehmen. Daraufhin beendete er 1995 im Alter von 37 Jahren seine Karriere.
Sempere kam auf insgesamt 270 Einsätze in der Primera División.

## Erfolge
- UEFA Super Cup: 1980
- Aufstieg in die Primera División: 1987